# Glenea nigeriae
Glenea nigeriae é uma espécie de escaravelho da família Cerambycidae. Foi descrita por Per Olof Christopher Aurivillius em 1920.  É conhecida a sua existência na Nigéria, Camarões, e Guiné Equatorial.